# Nguyễn Xuân Phúc từ chức Chủ tịch nước
Việc Nguyễn Xuân Phúc từ chức Chủ tịch nước được báo chí Việt Nam loan tin vào ngày 17 tháng 1 năm 2023, trước thềm Tết Nguyên Đán. Trước đó vài ngày ông Phúc vẫn đi chúc tết các nguyên lãnh đạo nhà nước và thăm Giáo hội Phật giáo Việt Nam; trong khoảng thời gian này đã xuất hiện tin đồn về việc ông từ chức Chủ tịch nước. Sau khi Ban Chấp hành Trung ương Đảng Cộng sản Việt Nam chấp nhận đơn thôi chức, ngày 18 tháng 1 năm 2023 Quốc hội đã họp bất thường để miễn nhiệm chức Chủ tịch nước của ông Phúc, và Phó Chủ tịch nước Võ Thị Ánh Xuân được phân giữ quyền Chủ tịch nước theo hiến pháp. Ngày 4 tháng 2 năm 2023, ông Phúc bàn giao công việc cho bà Xuân.
Theo các thông tin được nhà nước công bố, ông Phúc từ chức để chịu "trách nhiệm chính trị" do một số thành viên thuộc chính phủ của ông bị kỷ luật và bị bắt, trong đó có hai bê bối lớn là vụ trục lợi từ các chuyến bay đưa công dân Việt Nam về nước trong đại dịch COVID-19, và nâng khống giá kit test của công ty Việt Á. Truyền thông đối lập còn đưa ra giả thuyết bản thân ông Phúc và gia đình cũng liên quan đến bê bối Việt Á, tuy nhiên ông đã bác bỏ thông tin này.

## Bối cảnh
Nguyễn Xuân Phúc từ chức trong bối cảnh Tổng bí thư Nguyễn Phú Trọng đẩy mạnh chiến dịch chỉnh đốn đảng và chống tham nhũng. Ông bị buộc thôi làm chủ tịch nước vì nhiều quan chức từng thuộc chính phủ vào giai đoạn ông giữ cương vị thủ tướng (2016–2021) bị bắt hoặc bị kỷ luật. Theo thông cáo của Thanh tra Chính phủ, ông chịu "trách nhiệm chính trị" của người đứng đầu khi để nhiều cán bộ dưới quyền gây sai phạm dẫn tới hậu quả "rất nghiêm trọng", trong đó hai phó thủ tướng đã xin từ nhiệm, và hai bộ trưởng cùng nhiều người khác bị xử lý hình sự.

## Diễn biến
Ngày 17 tháng 1 năm 2023, Ban Chấp hành Trung ương Đảng Cộng sản Việt Nam tổ chức họp để xem xét việc Nguyễn Xuân Phúc muốn thôi làm chủ tịch nước. Trung ương Đảng sau đó đã đồng ý nguyện vọng thôi giữ các chức vụ và nghỉ hưu của ông, gồm: Ủy viên Bộ Chính trị, Ủy viên Ban Chấp hành Trung ương Đảng khóa XIII, Chủ tịch nước, Chủ tịch Hội đồng quốc phòng và an ninh nhiệm kỳ 2021 – 2026.
Ngày 18 tháng 1 năm 2023, Quốc hội Việt Nam họp bất thường để tiến hành miễn nhiệm chức Chủ tịch nước và chức Đại biểu Quốc hội của ông Phúc, và thông qua nghị quyết này sau một cuộc bỏ phiếu kín. 465 trong số 482 đại biểu tham dự đã bỏ phiếu tán thành ông Phúc chính thức thôi làm chủ tịch nước. Theo hiến pháp, Phó Chủ tịch nước Võ Thị Ánh Xuân được phân công làm quyền Chủ tịch nước cho đến khi một nguyên thủ mới được bổ nhiệm.

Ngày 4 tháng 2 năm 2023 tại Phủ Chủ tịch, ông Phúc chính thức bàn giao công tác cho quyền Chủ tịch nước Võ Thị Ánh Xuân. Tại buổi bàn giao công tác, ông đã nói rõ nguyên nhân thôi làm chủ tịch nước:
"Tuy nhiên trên cương vị Thủ tướng Chính phủ nhiệm kỳ 2016 - 2021, tôi chịu trách nhiệm chính trị của người đứng đầu khi có một số cán bộ vi phạm, khuyết điểm, gây hậu quả nghiêm trọng.
Nhận thức rõ trách nhiệm trước Đảng, nhân dân, tôi đã có đơn xin thôi giữ các chức vụ, nghỉ công tác, nghỉ hưu.
Trong các cuộc họp của Bộ Chính trị, bất thường của Trung ương và phiên họp bất thường của Quốc hội, tôi đã nêu vấn đề này một cách dứt khoát, rõ ràng.
Căn cứ quy định của Đảng, Nhà nước, xem xét nguyện vọng của tôi, Đảng, Nhà nước đã đồng ý để tôi thôi giữ chức vụ, thôi làm nhiệm vụ đại biểu Quốc hội khóa XV."

Ông bày tỏ sự trân trọng cảm ơn Tổng bí thư Nguyễn Phú Trọng và các lãnh đạo đảng, nhà nước cùng cơ quan trung ương và địa phương vì đã ủng hộ, giúp đỡ ông hoàn thành nhiệm vụ. Tại buổi lễ, ông cũng khẳng định bản thân và gia đình không liên quan đến bê bối Việt Á. Tuy nhiên, phát ngôn này đã bị gỡ bỏ khỏi các trang tin do chính quyền quản lý ngay sau đó.
Ngày 13 tháng 12 năm 2024, tại cuộc họp ở Văn phòng Trung ương Đảng Cộng sản Việt Nam, Bộ Chính trị nhận thấy Nguyễn Xuân Phúc đã "vi phạm quy định" của đảng và nhà nước Việt Nam khi "thực hiện chức trách và nhiệm vụ được giao trong việc phòng chống tham nhũng, tiêu cực." Ông cũng vi phạm quy định những điều đảng viên không được làm và trách nhiệm nêu gương, "gây hậu quả nghiêm trọng", ảnh hưởng đến "uy tín của Đảng và Nhà nước." Bộ Chính trị đã quyết định thi hành kỷ luật cảnh cáo ông Phúc.

## Phản ứng
Võ Thị Ánh Xuân bày tỏ cảm ơn sự quan tâm giúp đỡ và chỉ đạo của ông Phúc với cá nhân bà cùng cơ quan. Bà nói ông Phúc nhận thức rõ trách nhiệm của mình với đất nước và đã "gương mẫu chịu trách nhiệm chính trị của người đứng đầu" khi để cán bộ dưới quyền gây sai phạm, qua việc làm đơn xin thôi chức.
Giáo sư về an ninh chiến lược tại Học viện Chiến tranh Quốc gia Hoa Kỳ Zachary Abuza viết: "Ông Phúc được coi là một trong hai ứng cử viên hàng đầu được chọn để kế nhiệm ông Nguyễn Phú Trọng làm tổng bí thư Đảng Cộng sản. Nhưng Trọng đã nghi ngờ ông ta do lập trường thân phương Tây và chủ nghĩa thực dụng trong chính sách của ông, cũng như các lợi nhuận từ đại công ty của gia đình ông."
Tiến sĩ Lê Hồng Hiệp, một nhà nghiên cứu cao cấp về chính trị thuộc Viện Nghiên cứu Đông Nam Á (ISEAS) của Singapore, nhận định rằng ông Phúc từ chức là do người vợ Trần Thị Nguyệt Thu và một số thành viên khác trong gia đình ông bị cáo buộc dính líu đến các vụ tham nhũng. Lý giải việc Đảng Cộng sản cầm quyền không đề cập đến vấn đề tham nhũng này, ông Hiệp cho rằng họ muốn giữ thể diện cho ông Phúc và cũng nhằm "bảo vệ danh tiếng lẫn hình ảnh của Đảng."